# Quéntar
Quéntar er en by og kommune i det sydøstlige Spanien i provinsen Granada. Den har et indbyggertal på 943 (2024) indbyggere.